# Ілія II Александрійський
Ілія II Александрійський (... – 1175 рік), Папа і Патріарх Александрії та всієї Африки з 1171 по 1175 рік.

## Зовнішні посилання
- ELIAS II (1171-1175) (англ.). The official web site of Greek Orthodox Patriarchate of Alexandria and All Africa.